# Ziaida
Ziaida (en àrab زيايدة, Ziyāyda; en amazic ⵣⵢⴰⵢⴷⴰ) és una comuna rural de la província de Benslimane, a la regió de Casablanca-Settat, al Marroc. Segons el cens de 2014 tenia una població total de 14.581 persones.